# Wareham (Wielka Brytania)
Wareham – miasto w angielskim hrabstwie Dorset, w dystrykcie (unitary authority) Dorset, w civil parish Wareham Town, 13 km na południowy zachód od Poole, położone nad rzeką Frome. W 2011 roku civil parish liczyła 5496 mieszkańców.
Wareham jest wspomniana w Domesday Book (1086) jako Warham. Z powodu swojego strategicznego położenia, miasto od czasów rzymskich było ważnym punktem osadnictwa. Obecne Wareham zostało założone przez Anglosasów. W IX wieku Alfred Wielki otoczył miasto murami w obronie przed atakami wikingów.